# Zen

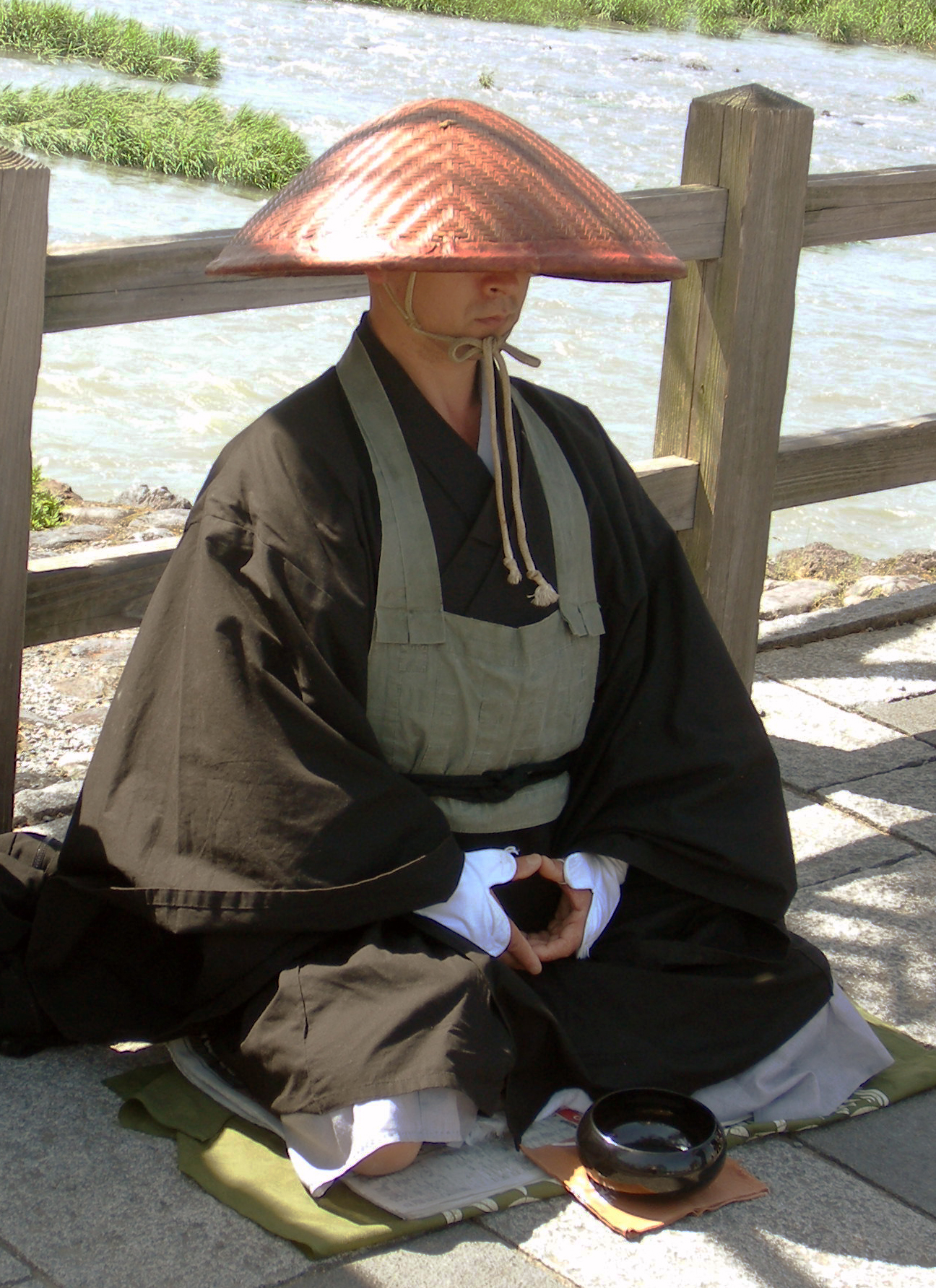
En zenbuddhist som utövar zazen.

Zen är det japanska och västerländska namnet på en ursprungligen kineisisk riktning inom mahayanabuddhismen.  På kinesiska heter riktningen chan (förenklad kinesiska: 禅; traditionell kinesiska: 禪; pinyin: chán). Det traditionella tecknet 禪 används även på japanska (kanji).
Zen uppstod i Kina på 500-talet e. Kr. och har därifrån spridits till grannländerna Korea, Vietnam och Japan och vidare till västvärlden. Namnet är en japansk fonetisk anpassning av det kinesiska namnet chan, som i sin tur är en översättning av sanskrit-ordet "dhyana", med ungefärlig betydelse "meditation".
Zen har många grenar, och ingen fullständig gemensam teori och övning finns. Gemensamma nämnare inkluderar zazen (sittande meditation), den personliga erfarenheten, det långsamma avvänjandet av präglade, förutfattade meningar och det enträgna arbetet med att ta emot ögonblicket som det är.

無. Kinesiska skrivtecknet för "ingenting", (kinesiska wú, japanska mu). Begreppet är en av ”nycklarna” till zen.

| Zen                             | Zen            |
| Kinesiskt namn                  | Kinesiskt namn |
| ------------------------------- | -------------- |
| Standardkinesiska Hanyu pinyin  | Chán           |
| Standardkinesiska Wade-Giles    | Ch'an          |
| Kantonesiska jyutping           | Sim            |
| Shanghaikinesiska (wu)          | Zeu [zø]       |
| Traditionell kinesisk skrift    | 禪             |
| Förenklad kinesisk skrift       | 禅             |
| Japanskt namn                   |                |
| Romaji = uttal                  | Zen            |
| Hiragana                        | ぜん           |
| Kanji                           | 禅             |
| Koreanskt namn                  |                |
| Reviderad koreansk romanisering | Seon           |
| McCune-Reischauer               | Sŏn            |
| Hangul                          | 선             |
| Hanja                           | 禪             |
| Namn på Sanskrit                |                |
| Romaniserat                     | Dhyāna         |
| Devanāgarī                      | ध्यान            |
| Vietnamesiskt namn              |                |
| Quốc ngữ                        | Thiền          |
| Hán tự                          | 禅             |

## Grunden
Zen menar att människan når förståelse av tillvaron eller snarare "blir den ursprungliga tillvaron" genom att öva närvaro och meditation i vardagen, med bland annat sittande meditation zazen (japanska: 坐禅; romaji: Zazen) som en av de vanligare formerna av meditation. Genom att öva att leva i hängiven närvaro riktas all uppmärksamhet mot vardagens nödvändiga göromål där inget betraktas som mer "övning" än något annat. Skillnaden mellan den zen som utvecklades i pragmatiskt lagda Kina och den mer ursprungliga indiska buddhismen ligger delvis i att övningen tagit steget fullt ut mot vardagslivets praktiska göromål till skillnad mot ett liv i "andlig övning" vilket var det indiska sättet att utöva, grundat i en tusenårig tradition av yogiska övningar. Detta har visat sig vara ett steg i en popularisering av zen som kanske tidigare i historien inte skådats. Zen har fått möjligheten att bli en realistisk del av vardagen och ett existentiellt verktyg för gemene man. 
Idag pratar man i huvudsak om två inriktningar (skolor), "Sōtō" och "Rinzai" (Kin."Caodong" och "Linji") vilka representerar två till synes polariserande sätt att se på tillvaron/zenövningen. "Sōtō" som tar fasta på tillvarons ursprungliga fulländning och således förespråkar en övning där man låter denna fulländning visa sig genom att man i zazen (zenmeditation) enbart håller sig vaken, närvarande och tillåter fysiska och mentala förändringar ske. En övning som lägger tonvikt på det aktiva och engagerade betraktandet. "Rinzai" använder så kallade "koan" (japanska: 公案) eller "huatou" (japanska: 話頭; romaji: Wato), till synes paradoxala påståenden eller frågeställningar, som verktyg för att ge intellektet något att jobba med, men då det inte finns något svar på dessa "koan" eller "huatou" tvingas man till att öppna sig mot den tillvaro som är, bortom intellektets begränsning.

## Zens rötter

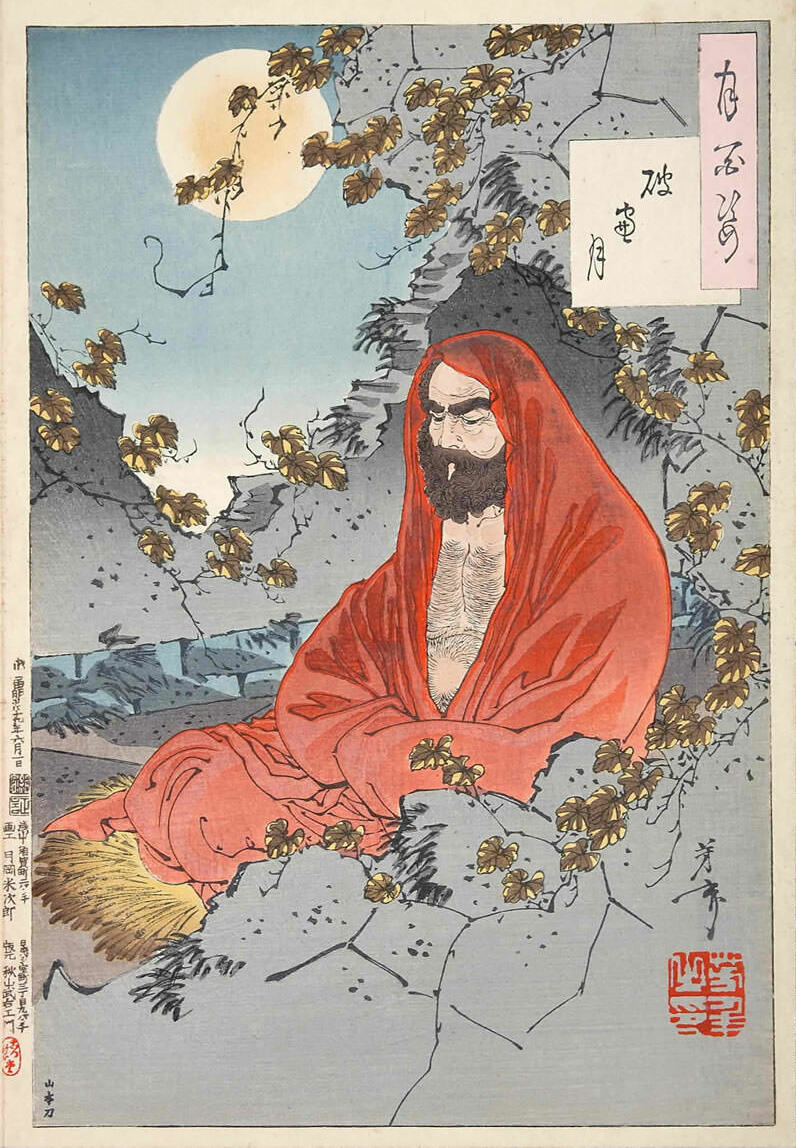
Bodhidharma, ett träsnitt av Tsukioka Yoshitoshi (月岡芳年), 1887.

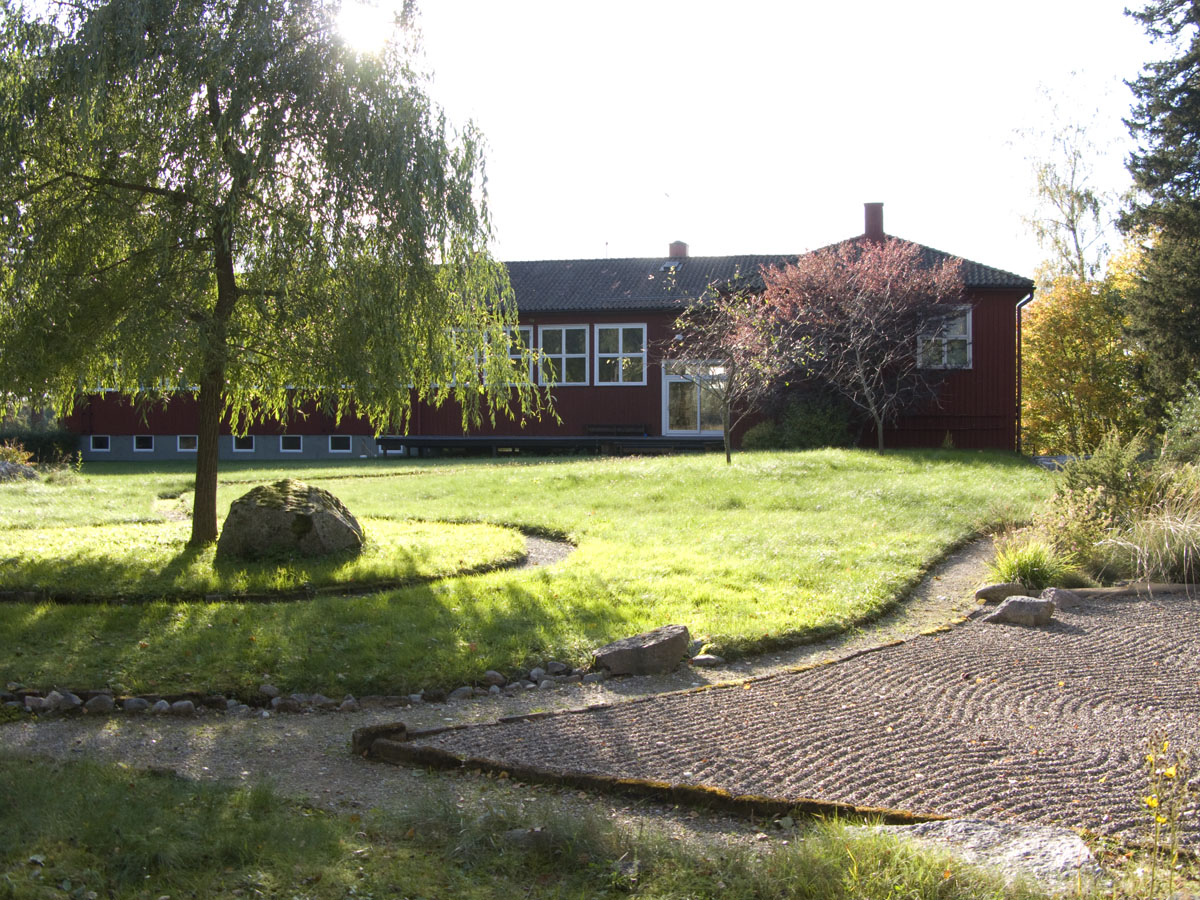
Meditationscentret Zengården i Finnåker.

Någon gång på 500-talet korsade den buddhistiske munken Bodhidharma havet mot Kina från Indien i syftet att sprida zen.
|I Kina hade redan buddhismen börjat skjuta rötter sedan några hundra år, och den dåvarande kejsaren Wudi såg fram emot att träffa den lärde från grannlandet. Mötet med Bodhidharma blev dock inte riktigt vad kejsaren hade räknat med. Han hade kanske väntat sig beröm för de kloster och pagoder han byggt och de sutror (buddhas ord i skrift) han låtit kopiera när han frågade vilken förtjänst allt detta hade givit honom. Från Bodhidharma fick han svaret att det inte alls givit honom några som helst förtjänster. När han sedan fortsatte att fråga om den högsta undervisningen fick han svaret "Inget är heligt, allt är tomhet". Förvånad av de provocerande svaren frågade han till sist Bodhidharma "Vem är du?" varpå Bodhidharma enligt legenden svarar "Vet ej" och sedan lämnar kejsaren för att på berget Songshan i nio år leva undangömt i väntan på att någon med en mognad övning och redo att förstå hans undervisning ska hitta till honom. Dessa år beskrivs enligt myten som att Bodhidharma oavbrutet satt zazen framför en vägg och har utvecklats till en ikon inom zen.

## Spridning i väst
Zen har introducerats till väst sedan 1920-talet. Speciellt den zenbuddhistiske författaren, översättaren och pionjären D.T. Suzuki har bidragit till att sprida kunskap om zen till väst.
I samband med andra världskriget spred sig zen till USA och Europa. Vissa västerlänningar som tillbringat längre perioder i Asien och genomgått zenträning återvänder hem och etablerar zencenter. Den numer bortgångne zenläraren Philip Kapleau, verksam i Rochester, USA är en viktig anledning till att zen slagit rötter i västerländsk jord. En annan är Taisen Deshimaru, grundare av Association Zen Internationale (AZI) år 1970, i Frankrike. Andra lärare genomgår sin träning på hemmaplan med främst japanska zenlärare i USA, till exempel Shunryu Suzuki i San Francisco, Eido Shimano i New York och Taizan Maezumi i Los Angeles.
Till skillnad från Asien där utövare i buddhistkloster ofta, men inte alltid, ägnar all tid åt studier och övning lever de flesta västerländska zenutövare vanliga familjeliv som de flesta buddhister gör som för övrigt inte är munkar. I Japan uppstod i slutet av 1800-talet fenomenet med munkar som bildar familj, något som kan liknas vid den reformation Martin Luther i Europa stod för. Ett zenprästerskap har uppstått vilket skulle kunna ses som uppfyllandet av ett samhälleligt behov snarare än ett urvattnande av traditionen. I dagsläget är det normen i dagens Japan där få munkar väljer att fortsätta leva i celibat efter sin formella träning. Oftast erbjuder zencenter i väst lekmän gemensam zazen på morgnar och kvällar samt retreater under helger eller veckor. En nämnvärd zen-buddhistisk munk är poeten och artisten Leonard Cohen.
I Sverige finns flera olika inriktningar inom zen representerade.